# 才让太 (1958年)
才让太（藏語：ཚེ་རིང་ཐར།，威利转写：tshe ring thar，藏语拼音：Cêringtar；1958年—），男，藏族，中国藏学家，现任中央民族大学教授、博士生导师，全国古籍保护工作专家委员会委员，国际苯教研究会副主席。

## 主要著作
- 才讓太（1990）。〈本教文獻及其集成〉，《中國藏學》第2期：頁87-100。
- 才讓太（2001）。〈苯教《大藏經》的形成及其發展〉，才讓太（編），《苯教研究論文選集（第一輯）》：頁531-539。北京：中國藏學出版社。
- 才讓太（2009）。〈論半個世紀的苯教研究〉，《青海民族學院學報（社會科學版》第35卷，第4期：頁92-97。
- 才讓太、頓珠拉杰（2012）。《苯教史綱要》。北京：中國藏學出版社。